# Almira Skripchenko
Almira Skripchenko (17 de febrer de 1976) és una jugadora d'escacs francesa d'origen moldau que té els títols de Gran Mestre Femení (1995) i Mestre Internacional (1998).
A la llista d'Elo de la FIDE de l'agost del 2020, hi tenia un Elo de 2418 punts, cosa que en feia la jugadora número 2 de França i la 48a del món. El seu màxim Elo va ser de 2498 punts, a la llista de gener de 2002 (posició 618 al rànquing mundial).

## Escacs
Filla d'un pare ucraïnès i una mare armènia, ambdós pedagogs i entrenadors d'escacs, Skripchenko va començar a jugar als escacs quan tenia 6 anys.
El 1991, Moldàvia va esdevenir independent de la Unió Soviètica. Aquest motiu significà que Skripchenko podria participar per primer cop als Campionats del món de la joventut. Aviat fou coronada campiona de Sub-16 (1992, Duisburg, Alemanya) i el 1993, va aconseguir el bronze de la categoria Sub-18.
Es va casar amb el Gran Mestre francès Joël Lautier el 1997 i per això se'n va anar a viure a França. Malgrat la separació amb Lautier el 2002, esdevingué ciutadana francesa el 2001 i va continuar essent França casa seva. Llavors es va casar amb Gran Mestre francès Laurent Fressinet i el gener de 2007 tingueren una filla.
El 2001, amb 25 anys, va celebrar el seu èxit més gran fins aleshores, guanyant el Campionat Europeu individual femení. Fou aleshores escollida com a "la millor esportista del 2001 de Moldàvia" i condecorada amb l'Ordre de Mèrit Nacional en el seu país natiu.
El 2004 va guanyar la Copa dels Urals del Nord, el segon torneig internacional més gran per les escaquistes. Tingué lloc a Krasnoturinsk, el torneig de nou rondes pel sistema round-robin va presentar deu de les millors jugadores més fortes en el món. Skripchenko va acabar un punt i mig per davant de Maia Txiburdanidze, ex campiona del món femenina, i també derrotant-la al seu encontre individual. També va guanyar el torneig femení Accentus a Biel el 2005. Va assolir els quarts de finals en el Campionat del món femení els anys 2000, 2001 i 2010.
Vivint a París i representant França en els torneigs des del 2002, Skripchenko ha esdevingut un ambaixadora notable del joc a Europa. Va competir en el campionat Individual de França (2002, 2003). Va guanyar el campionat de França femení els anys 2004, 2005, 2006, 2010, 2012 i 2015.

### Participació en torneigs per equips
En competicions per equips, va guanyar la Lliga Nacional francesa amb el Club Escacs NAO (2003 i 2004) i amb el Clichy Echecs (2007, 2008, 2012 i 2013) i la Bundesliga alemana amb el Werder Bremen (2005). Les seves victòries inclouen també tres títols Nationale femení (que va guanyar amb Baden-Oos el 2003, 2004 i 2005) i cinc copes de l'Europeu de Clubs amb el Cercle d'escacs de Monte-Carlo (els anys 2007, 2008, 2010, 2012 i 2013).

### Participació en olimpíades d'escacs
Ha participat, representant Moldàvia (5 cops) i França (5 cops), en deu Olimpíades d'escacs entre els anys 1992 i 2012, amb un resultat de (+49 =39 –27), per un 59,6% de la puntuació. El seu millor resultat el va fer a les Olimpíada del 2008 en puntuar 6½ de 9 (+4 =5 -0), amb el 72,2% de la puntuació, amb una performance de 2440.

## Pòquer
Skripchenko També ha jugat en imposrtants torneigs de pòquer. El 2009, va acabar setena en una Sèrie Mundial de Pòquer Texas hold 'em sense límit, guanyant 78.664 dòlars. El 2011, va guanyar 50.000 dòlars quan va acabar segona del món al torneig de la Gira Mundial de Pòquer. De la mateixa manera que el 2011, el seu historial en torneigs de pòquer porta guanyant més de 250.000 dòlars.

## Shogi
Skripchenko també juga a shogi.